# إدوارد أ. لورانس
إدوارد أ. لورانس هو سياسي أمريكي، ولد في 2 نوفمبر 1831، وتوفي في 23 يوليو 1883. نشط حزبياً في الحزب الديمقراطي. وقد انتخب عضو جمعية ولاية نيويورك ‏ وانتخب عضو مجلس ولاية نيويورك ‏.